# Andersonstown
Andersonstown (in irlandese Baile Andarsan) è un sobborgo sud-occidentale di Belfast, la capitale dell'Irlanda del Nord. Si trova ai piedi della Black Mountain ed è collegato al centro della città da Falls Road. Nel 2008 c'erano 5 064 abitanti. Andersonstown appartiene al collegio elettorale di West Belfast. Il sobborgo è conosciuto colloquialmente come "Andytown".
È un quartiere popolare dove la maggioranza della popolazione professa di appartenere alla Chiesa cattolica romana. Al momento del conflitto nordirlandese Andersonstown era bastione dei sostenitori del repubblicanesimo irlandese, a causa della quantità di violenza era la base dell'esercito britannico, nota come Silver City, chiusa nel 2005. Ha sede qui il quotidiano Andersonstown News che rappresenta gli interessi dei cattolici nordirlandesi.

## Edifici
Ci sono quattro chiese cattoliche in questo quartiere: Sant'Agnese, San Michele e Santa Teresa, San Mattia e la Chiesa dello Spirito Santo.
Anche lo stadio Casement Park, sede della squadra di calcio gaelico Antrim GAA, si trova in questo sobborgo.